# Atar (Mauritania)
Atar (en árabe: أطار‎) es una ciudad del noroeste de Mauritania, capital de la región de Adrar y el principal asentamiento de la meseta de Adrar. Dispone de un aeropuerto, un museo y una histórica mezquita, cuya construcción data de 1674.

## Historia
Hasta los albores de la independencia, fue una importante ciudad de guarnición para las tropas coloniales francesas. El aeropuerto ayuda a la actividad de la ciudad.
En 1956, el Ejército de Liberación de Marruecos intentó liberar la ciudad de la ocupación cuando la guarnición francesa de Atar fue atacada.

## Geografía
Mientras que la ciudad se sitúa en la zona árida del desierto del Sahara, muy cerca fue descubierta una importante cantidad de agua subterránea en forma de río. El descubrimiento se llevó a cabo en 2002 por un equipo del científico ruso Vitaly Gokh, utilizando satélites que analizaban la topografía del terreno por resonancia magnética. El descubrimiento, según estimaciones, podría permitir abastecer a una población de cincuenta mil habitantes.
La ciudad es conocida turísticamente por ser la puerta de llegada para visitar las antiguas ciudades de Uadane, Chingueti, ambas declaradas Patrimonio Mundial de la Humanidad por la Unesco. Es también una de las ciudades de paso o parada habitual del Rally Dakar.